# Fimbristylis kadzusana
Fimbristylis kadzusana är en halvgräsart som beskrevs av Jisaburo Ohwi. Fimbristylis kadzusana ingår i släktet Fimbristylis och familjen halvgräs. Inga underarter finns listade i Catalogue of Life.